# Wall Peak
Wall Peak är en bergstopp i Antarktis. Den ligger i Östantarktis. Australien gör anspråk på området. Toppen på Wall Peak är 1 699 meter över havet.
Terrängen runt Wall Peak är huvudsakligen lite kuperad. Trakten är obefolkad. Det finns inga samhällen i närheten. 